# Pais de Primeira
Pais de Primeira é uma série brasileira produzida e exibida pela TV Globo. Escrita por Antonio Prata, com colaboração de Chico Mattoso, Thiago Dottori, Bruna Paixão e Tati Bernardi, tem direção artística de Luiz Henrique Rios e Flávia Lacerda e direção geral de Luiz Henrique Rios e Daniela Braga.
A primeira temporada teve seis episódios e estreou em 25 de novembro de 2018, com seu fim marcado para 30 de dezembro de 2018. Antes mesmo de sua estreia, a série foi confirmada para uma segunda temporada, porém em 2019 acabou cancelada.

## Enredo
Workaholic, Taís (Renata Gaspar) recebe a notícia de que está grávida em uma reunião com potenciais clientes da incubadora de start-ups em que trabalha. Sem saber da novidade, Pedro (George Sauma) pede demissão do emprego para realizar um sonho antigo: montar uma banda com seu melhor amigo. A chegada do herdeiro faz com que o casal precise repensar suas prioridades na vida e aprenda a lidar com a nova posição que assumirão na vida: pais de uma criança. Sentindo que não está preparado para ter um filho, Pedro passar a estudar tudo sobre o assunto. Pragmática, Taís decide esperar pelas adversidades e encará-las de maneira mais sensata possível.
Em meio a um mundo de descobertas e incertezas dessa primeira viagem, Pedro e Taís ainda vão ter de lidar com os conselhos de 'sabichões' no assunto, como a cunhada Patrícia (Monique Alfradique), que tem uma família margarina com Fred (Rodrigo Ferrarini); os avós maternos, Sílvia (Heloísa Perissé) e Luis Fernando (Nelson Freitas) e do avós paternos, Augusto (Daniel Dantas) e Rosa (Marisa Orth).

## Elenco

### Principal
| Intérprete         | Personagem                  |
| ------------------ | --------------------------- |
| George Sauma       | Pedro Zanini                |
| Renata Gaspar      | Taís Siqueira Zanini (Tatá) |
| Marisa Orth        | Rosa Zanini                 |
| Heloísa Périssé    | Sílvia Siqueira             |
| Daniel Dantas      | Augusto Zanini              |
| Nelson Freitas     | Luis Fernando Siqueira      |
| Monique Alfradique | Patrícia Siqueira Rodrigues |
| Rodrigo Ferrarini  | Fred Rodrigues              |
| Alejandro Claveaux | Driguêra                    |
| Juliane Araújo     | Marina Siqueira             |

### Participações especiais
| Intérprete        | Personagem        | Episódios |
| ----------------- | ----------------- | --------- |
| Charles Paraventi | Jair              | #1.1      |
| Tatiana Tiburcio  | Drª Laura         | #1.1      |
| Leandro Firmino   | Gusmão            | #1.2      |
| Ju Colombo        | Elizete           | #1.2      |
| Chao Chen         | Massagista        | #1.2      |
| Charles Paraventi | Jair              | #1.4      |
| Eriberto Leão     | Pascoal           | #1.4      |
| Malu Valle        | Psicanalista      | #1.4      |
| Elisa Pinheiro    | Janaína Conceição | #1.5      |
| Leonardo Franco   | Dr. Valentim      | #1.6      |

## Episódios
| Temporada | Temporada | Episódios | Data de estreia        | Data do final          |
| --------- | --------- | --------- | ---------------------- | ---------------------- |
|           | 1         | 6         | 25 de novembro de 2018 | 30 de dezembro de 2018 |